# Кангавіца
Кангавіца (ест. Kangavitsa), також Канговіца, Калмусте, Ярве — село в Естонії, входить до складу волості Меремяе, повіту Вирумаа.